# Bupropione

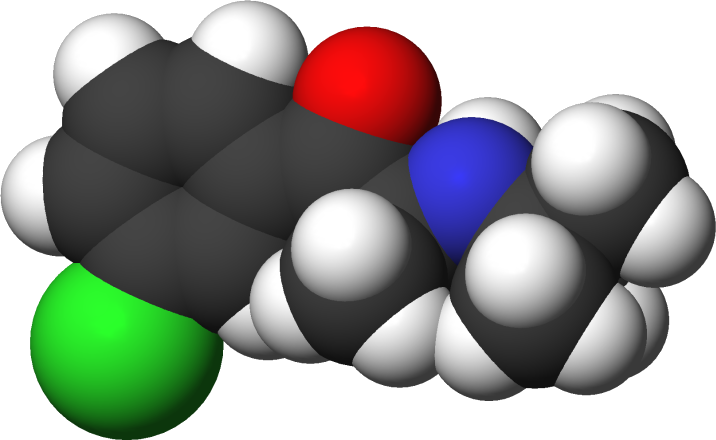
La struttura 3D della molecola del Bupropione

Il bupropione, conosciuto anche come anfebutamone (o β-cheto-3-cloro-N-tert-butilamfetamina) è un antidepressivo atipico appartenente alla famiglia dei catinoni sostituti (β-chetoamfetamine) utilizzato nel trattamento della depressione maggiore, nella terapia dell'obesità, nella terapia di disassuefazione da fumo e nell'astenia.
Si ritiene che bupropione eserciti la sua azione farmacologica inibendo la ricaptazione della dopamina e della noradrenalina. Avendo un'attività psicostimolante viene particolarmente indicato per le forme depressive in cui prevale astenia, disfunzioni cognitive e anedonia. Inoltre agendo come antagonista dei recettori dell'acetilcolina di tipo nicotinico viene sfruttato come sostegno nella cessazione all'abitudine al fumo di sigaretta, poiché diminuisce il craving ed il piacere indotto dalla nicotina (che invece è un agonista dei recettori colinergici). Ha un lieve effetto anoressizzante, infatti il suo utilizzo non è associato ad aumento di peso bensì ad un lieve calo ponderale.
In Italia il farmaco è commercializzato come aiuto alla cessazione dell'abitudine al fumo di sigaretta con il nome commerciale di Zyban, nella forma farmaceutica di compresse da 150 mg mentre è commercializzato come antidepressivo, in compresse a rilascio modificato da 150 mg e 300 mg, con il nome di Wellbutrin ed Elontril.
Il bupropione abbassa la soglia convulsiva e questa sua azione è stata ampiamente pubblicizzata. Tuttavia, alla dose raccomandata, il rischio di convulsioni è paragonabile a quello osservato per altri antidepressivi.

## Farmacologia

### Farmacodinamica
Il bupropione è classificato come un inibitore del reuptake della dopamina e della noradrenalina (NDRI) ed è inoltre un antagonista di alcuni sottotipi recettoriali dei recettori nicotinici. Quest'ultimo effetto è sfruttato per ridurre il craving (cioè il desiderio) di fumare ed è quindi utilizzato come adiuvante per smettere di fumare. Secondo alcuni studi è in grado di stimolare il release di noradrenalina e dopamina. La sua azione farmacologica deve prendere in considerazione anche i metaboliti che contribuiscono all’efficacia terapeutica (in particolare idrossibupropione ed idrobupropione).
La sua capacità di agire su sistema dopaminergico in vivo è dubbia: infatti studi svolti su umano volti a determinare l'attività farmacologica del bupropione e dei suoi metaboliti sul trasportatore della dopamina (attraverso PET) hanno visto come l'occupazione di tale trasportatore era del 26% per i ricercatori finanziati dalla ditta produttrice (GlaxoSmithKline) e solo del 14% secondo uno studio indipendente. Tale percentuale di occupazione è ritenuta insufficiente per esercitare un effetto farmacologico: infatti successivi studi hanno cercato di valutare se il bupropione fosse comunque in grado di determinare un aumento della concentrazione extracellulare di dopamina nel cervello umano, segno di un'attività farmacologica, non riuscendo però a rilevarlo. A scopo comparativo, il metilfenidato, un farmaco inibitore del reuptake della dopamina e noradranalina utilizzato nel trattamento del deficit di attenzione ed iperattività, ha una occupazione del DAT pari al 50%. Inoltre il bupropione negli umani, viene rapidamente e notevolmente convertito in diversi metaboliti, il più abbondante dei quali è l'idrossibupropione (chiamato anche radafaxina, cioè l'enantiomero (+) del 6-idrossibupropione, la cui area sotto la curva della concentrazione plasmatica è almeno 20 volte maggiore di quella del bupropione iniziale) che è classificato come un inibitore del reuptake e releaser della noradrenalina e antagonista nicotinico, quindi privo di significativa attività dopaminergica.
È noto però che nella corteccia prefrontale, la ricaptazione della dopamina è mediata in parte anche dal trasportatore della noradrenalina (NET): alcuni autori ritengono perciò che il bupropione e i suoi metaboliti, possano esercitare una azione dopaminergica limitata ad alcune particolari aree cerebrali, come appunto la corteccia prefrontale, senza influenzare altre aree come il sistema limbico dove l'aumento della dopamina causerebbe effetti indesiderati come stimolazione, euforia, dipendenza in analogia a sostanze d'abuso (come la cocaina o le amfetamine). A supporto di tale ipotesi infatti, gli studi mostrano che l'abuso di bupropione è estremamente infrequente suggerendo che il trasportatore della dopamina (DAT) non venga occupato in maniera sufficiente da causare fenomeni d'abuso.
Si ritiene che il bupropione eserciti degli effetti sul centro dell'appetito nell'ipotalamo. L'aumento del tono dopaminergico e noradrenergico causato dal bupropione attiva i neuroni POMC, che comporta un aumento del rilascio di α-MSH, che attiva i recettori MC4 e sopprime l'appetito. L'attivazione dei neuroni POMC è però associata al rilascio di peptidi oppioidi endogeni che invece inibiscono il rilascio di α-MSH, dando luogo a un meccanismo a feedback negativo. Ciò mitiga l'azione anoressizzante del bupropione. Per questo motivo quando si utilizza il bupropione a scopi dimagranti viene associato al naltrexone, un antagonista dei recettori oppioidi. In questo modo il bupropione aumenta il rilascio di α-MSH indisturbato dal meccanismo a feedback negativo inibitorio mediato dai peptidi oppioidi endogeni, dato che l'attivazione dei recettori oppioidi viene prevenuta dall'antagonista naltrexone. Sia il bupropione che il naltrexone in monoterapia esercitano un lieve effetto anoressizzante ma la loro associazione è più potente grazie ai loro effetti sinergici.
Si assume generalmente che sia inattivo sui neuroni serotoninergici, in realtà alcuni studi hanno dimostrato come la somministrazione aumenti il firing di questi, forse come effetto secondario del fatto che abbia una duplice azione di inibitore del reuptake e releaser di noradrenalina.
Recentemente è stato trovato agire come anti-TNF, un ormone con potente azione pro infiammatoria e bersaglio di farmaci antinfiammatori. Ciò potrebbe rendere conto della sua efficacia contro il dolore e potrebbe perciò avere effetti anti-infiammatori.

## Storia
Il bupropione venne sintetizzato per la prima volta nel 1969 dal chimico Nariman Mehta mentre lavorava per la Burroughs Wellcome (ora parte della GlaxoSmithKline) ma fu brevettato solamente nel 1974. La sua commercializzazione come farmaco antidepressivo fu autorizzata dalla Food and Drug Administration (FDA) nel 1985 con un dosaggio consigliato fra i 400/600 mg al giorno, che fu tuttavia associato ad una elevata incidenza di convulsioni. Per questo il farmaco venne ritirato nel 1986 e quindi riproposto nel 1989 con un dosaggio massimo giornaliero consigliato di 450 mg, dato che gli studi avevano dimostrato che il rischio di convulsioni era strettamente correlato alla dose assunta.
Nel 2003 venne approvata dalla FDA americana l'attuale forma a rilascio prolungato (commercializzata col nome Wellbutrin XL) che permette una singola somministrazione giornaliera (l'originale versione a rilascio immediato richiedeva invece 2-3 somministrazioni giornaliere).Nel 1997 venne approvato dalla FDA come supporto per la cessazione del fumo e quindi nel 2006 nel trattamento del disordine affettivo stagionale.
Nell'ottobre 2007, una indagine svolta da due associazioni dei consumatori negli Stati Uniti, ha dimostrato che alcune versioni "generiche" del farmaco non si erano dimostrate equivalenti in termini di efficacia e caratteristiche farmacologiche (in particolare per quanto riguarda la biodisponibilità del principio attivo e del suo principale metabolita, idrossibupropione). Sulla base di ciò, la FDA ha stabilito che alcune formulazioni generiche non potevano essere considerate bioequivalenti e che ciò spiegava le variazioni di umore osservate in alcuni pazienti che erano passati dalla versione "di marca" a quella generica del farmaco. Nel 2017, l'Agenzia europea per i medicinali (EMA) ha ordinato il ritiro dal commercio del bupropione a rilascio modificato da 300 mg della Micro Therapeutic Research Labs, prodotto come farmaco generico, per problemi analoghi.
Nel 2009, l'FDA ha emesso un avviso, basato su 75 segnalazioni di "eventi avversi suicidari" raccolte nell'arco di dieci anni, avvertendo che l'uso di bupropione come supporto per la cessazione del fumo è stato associato a sbalzi di umore, agitazione e ostilità, sintomi depressivi e pensieri suicidari.
Nel 2012, il Dipartimento di Giustizia degli Stati Uniti ha annunciato che GlaxoSmithKline ha accettato di dichiararsi colpevole e di pagare una multa di 3 miliardi di dollari, in parte per aver promosso l'uso non approvato del Wellbutrin per la perdita di peso e il trattamento delle disfunzioni sessuali.

## Usi clinici
In Italia il farmaco è approvato per il trattamento degli episodi di depressione maggiore e come aiuto nei pazienti nicotino-dipendenti che vogliono cessare l'abitudine al fumo unitamente ad un supporto motivazionale. È inoltre recentemente stato commercializzato in associazione al Naltrexone per il trattamento dell'obesità.
In particolare, il bupropione è utilizzato in quei soggetti che mostrano una depressione caratterizzata da eccessiva sonnolenza diurna, astenia, abulia, mancanza di energia, disfunzioni cognitive, anedonia e perdita di interesse per le attività quotidiane, eccessivo aumento di peso, disfunzioni sessuali e/o una risposta incompleta al trattamento con farmaci di prima linea, come gli SSRI.
Può essere utilizzato off-label per il trattamento dell'ansia sociale, per via del suo effetto stimolante, e come adiuvante nel trattamento dell'obesità per via del suo lieve effetto anoressizzante e contro la fame.

### Depressione
Studi clinici in doppio cieco controllati con placebo, hanno confermato l'efficacia del bupropione per la depressione clinica.
Studi comparativi hanno dimostrato l'equivalenza di bupropione e sertralina, fluoxetina, paroxetina ed escitalopram (degli SSRI) come antidepressivo. Uno studio ha inoltre riportato un tasso di remissione clinica significativamente maggiore con il trattamento con bupropione rispetto al trattamento con venlafaxina.
Spesso buproprione viene aggiunto ad un altro antidepressivo quando questo non sortisce sufficienti effetti clinici o quando se ne vogliono mitigare degli effetti collaterali come senso di affaticamento e disfunzioni sessuali.
A differenza di quasi tutti gli altri antidepressivi (ad eccezione di moclobemide, nefazodone e Tianeptina) bupropione non causa disfunzione sessuale e la comparsa di effetti collaterali sessuali non è differente rispetto ai soggetti trattati con placebo. Il trattamento con bupropione non è associato ad aumento di peso. Al contrario, alla fine di ogni studio di confronto tra bupropione e placebo o altri antidepressivi, i soggetti inseriti nel gruppo trattato con bupropione aveva un peso medio inferiore.
Bupropione è più efficace degli SSRI nel miglioramento di alcuni sintomi quali ipersonnia e fatica, nei pazienti depressi.
In una meta-analisi comparativa, gli SSRI comportavano solo un modesto vantaggio rispetto a bupropione nel trattamento della depressione associata ad ansia elevata. Questi farmaci sono equivalenti a bupropione nel trattamento della depressione associata ad ansia moderata o bassa.
Secondo diversi studi, quando un paziente non risponde ad un SSRI la strategia preferita dai clinici è l'associazione di un SSRI a bupropione. Per esempio, la terapia di combinazione bupropione e citalopram è stata più efficace rispetto al passaggio ad un altro antidepressivo; l'aggiunta di bupropione ad un SSRI (principalmente fluoxetina o sertralina) ha determinato un significativo miglioramento nel 70-80% dei pazienti che hanno avuto una risposta incompleta ad un trattamento antidepressivo di prima linea.
In corso di trattamento con bupropione migliora il senso di "energia", che invece tendeva a ridursi sotto l'influenza degli SSRI. Inoltre sono stati osservati miglioramenti dell'umore e della motivazione, nonché qualche miglioramento delle funzioni cognitive e sessuali.
La qualità del sonno e l'ansia nella maggior parte dei casi restano invariati.
Nello studio STAR* D, i pazienti che non rispondevano al citalopram venivano assegnati in modo casuale alla terapia di associazione con bupropione o buspirone.
Circa il 30% dei soggetti di entrambi i gruppi otteneva una remissione. Tuttavia, l'associazione con bupropione sembrava dare i risultati migliori stando all'auto-valutazione dei pazienti, ed era molto meglio tollerata.
Gli autori osservavano che "questi risultati rivelano un esito più favorevole con bupropione a rilascio prolungato rispetto alla terapia di associazione con buspirone e citalopram".
Lo stesso studio indicava anche una remissione più importante quando i non-responder al citalopram ricevevano terapia di associazione con bupropione invece di essere passati alla sola terapia con bupropione (30% contro 20%).

### Ansia
Bupropione ha dimostrato una certa efficacia nel trattamento del disturbo d'ansia sociale e dell'ansia associata alla depressione, ma non nel disturbo di panico con agorafobia.
Il suo potenziale ansiolitico è stata paragonata a quella della sertralina e della doxepina.
Tuttavia, può causare agitazione in alcuni pazienti, specialmente quando somministrato ad alte dosi, come il metilfenidato.

### Cessazione del fumo
Bupropione riduce l'intensità del desiderio di nicotina ed i sintomi di astinenza. Dopo un trattamento di sette settimane, il 27% dei soggetti che hanno ricevuto bupropione ha riferito che il bisogno di fumare è stato un problema, contro il 56% di coloro che hanno ricevuto il placebo. Nello stesso studio, solo il 21% del gruppo bupropione riportava sbalzi d'umore, contro il 32% del gruppo placebo.
Un ciclo di trattamento con bupropione dura da sette a dodici settimane. In genere il paziente cessa di utilizzare tabacco entro una decina di giorni dall'inizio del ciclo. Bupropione, a tre mesi, raddoppia la probabilità di avere successo nello smettere di fumare.
A distanza di un anno dal trattamento, le probabilità di aver smesso di fumare sono ancora 1,5 volte più alte nel gruppo bupropione rispetto al gruppo placebo.
La terapia di associazione bupropione e nicotina non sembra in grado di aumentare ulteriormente la probabilità di cessare di fumare. In uno studio che confrontava direttamente bupropione e vareniclina, vareniclina ha mostrato un'efficacia superiore. Dopo un anno il tasso di astinenza continua dal fumo era del 10% per il placebo, del 15% per il bupropione, e del 23% per vareniclina.
Bupropione rallenta anche l'aumento di peso che si verifica spesso nelle prime settimane dopo la cessazione del fumo di sigaretta (dopo sette settimane, i soggetti del gruppo placebo hanno avuto un aumento medio di 2,7 kg di peso, rispetto agli 1,5 kg per i soggetti del gruppo bupropione). Con il tempo, tuttavia, questo effetto diventa trascurabile (dopo 26 settimane, entrambi i gruppi hanno registrato una media 4,8 kg di peso).

### Disfunzioni sessuali
Bupropione è uno dei pochi antidepressivi che non causa disfunzioni sessuali.
Nel 2002 in un sondaggio tra psichiatri, fu indicato come il farmaco di scelta per il trattamento delle disfunzioni sessuali indotte da SSRI, anche se questa non è un'indicazione approvata dalla Food and Drug Administration (FDA). Il 36% degli psichiatri preferiva passare i pazienti con disfunzioni sessuali indotte dagli SSRI al bupropione, ed il 43% era favorevole ad aggiungere al trattamento bupropione.
Ci sono studi che dimostrano l'efficacia di entrambi gli approcci.
Il risultato osservato è stato un miglioramento sia del desiderio che del piacere legato alla funzione sessuale.
Per raggiungere questi risultati sembra sia necessaria l'aggiunta di almeno 200 mg al giorno di bupropione al regime SSRI, in quanto l'aggiunta di 150 mg al giorno di bupropione non sembra produrre una differenza statisticamente significativa rispetto al placebo.
Diversi studi hanno evidenziato che bupropione allevia anche la disfunzione sessuale in persone che non soffrono di depressione.
In uno studio in doppio cieco comprendente uomini e donne, il 63% dei soggetti dopo 12 settimane di trattamento con bupropione ritenevano la loro condizione migliorata o molto migliorata, rispetto al 3% dei soggetti trattati con placebo.
Due studi, uno dei quali era controllato con placebo, hanno dimostrato l'efficacia del bupropione per le donne affette da disturbo da desiderio sessuale ipoattivo, con conseguente significativo miglioramento dell'eccitazione, dell'orgasmo e della soddisfazione generale.
Bupropione si è anche dimostrato un trattamento promettente per la disfunzione sessuale causata dalla chemioterapia per il cancro al seno e per la disfunzione orgasmica.
Come avviene per il trattamento del disturbo sessuale indotto da SSRI, può essere necessario ricorrere ad una dose maggiore di bupropione (300 mg). In uno studio randomizzato impiegando una dose inferiore (150 mg) non è stata infatti trovata una differenza significativa tra bupropione, terapia sessuale oppure un trattamento associato.
Bupropione non altera l'attività sessuale negli uomini sani.

### Trattamento dell'obesità
Il bupropione è approvato come farmaco anoressizzante in associazione a naltrexone dalla FDA che dall'EMA, mentre è ancora in fase di studio una combinazione con zonisamide.
Una revisione sistematica e metanalisi condotta nel 2016 ha confrontato l'efficacia dei cinque farmaci approvati per il trattamento dell'obesità (orlistat, lorcaserin, naltrexone/bupropione, fentermina/topiramato, e liraglutide) dimostrando che sono tutti ugualmente efficaci e superiori al placebo nell'ottenere un calo ponderale di oltre il 5% del peso corporeo a 1 anno dall'inizio della terapia. Liraglutide e naltrexone/bupropione erano però caratterizzati da una maggior frequenza di interruzione del trattamento a causa della comparsa di effetti collaterali.

## Effetti collaterali
Bupropione è generalmente ben tollerato e gli effetti collaterali gravi sono molto rari. 
I più comuni possono essere cefalea, insonnia, acufeni, tremori, disturbi gastrointestinali.
Questi effetti sono più evidenti all’inizio della terapia e tendono a diminuire spontaneamente nel corso del trattamento.
Più raramente possono presentarsi ipertensione, aumento del battito cardiaco, aumento della sudorazione, aumento della minzione.
Il rischio di convulsioni, alle dosi consigliate, è paragonabile a quello degli altri antidepressivi.
È uno dei pochi antidepressivi a non generare disfunzioni sessuali (insieme a moclobemide, nefazodone, tianeptina e agomelatina), anzi gli studi indicano un miglioramento della libido e della funzionalità sessuale. 
Non genera aumento di peso, è stato anzi associato a dimagrimento.
Comunemente agli altri antidepressivi monoaminergici, può causare un appiattimento emozionale, specie all’inizio della terapia, che è comunque meno intenso di quello causato dagli SSRI. Un effetto collaterale non grave e caratteristico è la sensazione di avere “le parole sulla punta della lingua”.

## Controindicazioni
La casa produttrice del farmaco (GlaxoSmithKline) rende noto che il bupropione non dovrebbe essere prescritto a pazienti con problemi di anoressia, bulimia nervosa, tumori al cervello o altre condizioni che abbassano la soglia delle convulsioni come epilessia e sospensione di benzodiazepine o alcol. Il trattamento concominante con un IMAO (inibitore delle monoamminossidasi) è fortemente sconsigliato in quanto può risultare fatale e nel caso specifico della selegilina (compresi i metaboliti desmetilselegilina, l-amfetamina e l-metamfetamina) vi è un aumento della tossicità epatica probabilmente per l'interazione fra i vari metaboliti della selegilina e quelli del bupropione (il maggiore è l'idrossibupropione); per questo è bene che siano trascorse almeno due settimane dal trattamento con un IMAO prima di passare al bupropione.
Cautela riguardo a pazienti con problemi ai reni, ipertensione e giovani adulti al di sotto dei 25 anni di età; è noto che questo gruppo di pazienti ha un maggior rischio di pensieri/comportamenti suicidi.
Bupropione aumenta i livelli circolanti di antidepressivi triciclici (ad esempio fino a 200% della nortriptilina). Rispetto però agli antidepressivi triciclici (TCA), sembra avere un minor rischio di indurre viraggi espansivi di tipo ipomaniacale o maniacale, tanto che molti l’hanno proposto come prima linea nella depressioni di tipo bipolare (ma non è nelle linee guida).